# Discord and Harmony
Discord and Harmony é um filme mudo de drama romântico curto dos Estados Unidos de 1914, dirigido por Allan Dwan e estrelado por Murdock MacQuarrie, Pauline Bush e Lon Chaney. O filme foi roteirizado por Arthur Rosson, baseando-se em um evento experimentado pelo compositor Ludwig van Beethoven. Discord and Harmony é agora considerado filme perdido.

## Elenco
- Murdock MacQuarrie - Compositor
- Pauline Bush - Garota
- Allan Forrest - Artista
- James Neill - Maestro da sinfônica
- Lon Chaney - Escultor
- John Burton